# チアーズ! (小説)
『チアーズ！』は、赤松中学による日本のライトノベル。イラストはこぶいちが担当。MF文庫J（KADOKAWA）より2017年9月から2020年6月まで刊行された。
メディアミックスとして、本編のコミカライズが「月刊コミックアライブ」にて2018年11月号から2020年4月号まで連載された。また、MF文庫Jと「RPGアツマール」とのコラボで、無料ゲームが配信された。

## あらすじ
南高校2年の浅羽舞桜はイレーネ学院チア部のパフォーマンスを見てチアに興味を持った。そして南高校チア部『チアーズ』に入部するが、部員数が自分と部長である福原直子の2人しかいないため廃部寸前。そこで舞桜は元チア選手だった川澄千愛を勧誘するが断られてしまう。しかし千愛は学校を欠席しすぎたため留年しそうになり、先生にチアをやることを勧められ嫌がりながらもバスケットボール部の試合の応援をすることとなった。
南高校とイレーネ学院の試合の中、舞桜が当初の予定とは違う教えてもらっていない技をし、身体に染み付いた癖で成功させてしまった千愛とのコンビネーションの演技から流れが変わり、その応援のお陰で試合に勝利している。

## 登場人物
左からチーム名 / 高校名の順に掲載。

### チアーズ / 南高校
浅羽 舞桜（あさば まお）
南高校2年。グレージュの髪をツインテールにした女の子で身長145センチメートル。1度見た動きは真似ることができる特技を持っている。
チアでは、小柄な身長を活かしてポジションはトップ。
チア部に入るまではバスケ部員だったが、身長が低いために目立った実績を挙げられず退部になっている。そのため始めは退学になりたくない一心で始めたチアであったが、千愛と「トス・トーチ」を行い、チアの楽しさに惹かれている。
川澄 千愛（かわすみ ちあ）
南高校2年A組。キャラメルブラウンの髪の女の子。バストサイズはA70。元チア選手であり、小学2年生のころにジュニア大会で優勝している。
チアでのポジションはベース。
有名なチア選手であった姉が、海外でのアメフトの試合の応援で行われたスタンツで、そのトップから転落して意識不明となっており、大好きな姉を奪ったチアを避けていた。
福原 直子（ふくはら なおこ）
声 - 井上麻里奈（ゲーム）
三つ編みおさげで眼鏡をかけた女の子。南高校3年生でチア部部長。舞桜と千愛が入部するまで、廃部の危機であったチア部で1人活動していた。
チアでのポジションはスポット。
チアリーディングについての知識はあるが、今まで活動できる部員が自分しかいなかったためにチームで行うことには慣れてはいない。
部活として存続できるようになったチア部で、更なるメンバーを集めるために参加した部員勧誘会で舞桜が予定とは違う技をしたことによって、失敗して転落した舞桜を助けようとして負傷している。
首の捻挫が治り復帰できるまでマネージャーとして活動する旨を伝えている。
卒業後は100倍のオーディションを勝ち抜いて、プロ野球横浜DeNAベイスターズ・dianaのメンバーとなった。
鳩屋 多恵（はとや たえ）
南高校2年A組。黒髪ロングの少女。身長160センチメートルで、胸が大きいのがコンプレックス。気が弱い性格。料理部も掛け持ちしており、唯一の部員。紗恵（さえ）という妹がいる。実家は南高に近くにある割烹店。
男子が嫌いで、運動オンチ。
友達を作るのが下手であり、チア部に入部するまではジェニファーが唯一の友達だった。
チアでのポジションはベース。
ジェニファー・伊達・美紀子（ジェニファー・だて・みきこ）
南高校2年。金髪碧眼の少女で髪型はショートカット。身長163センチメートルで、多恵よりも巨乳。園芸部も掛け持ち。留学生。父親がアメリカ人で母親が日本人。温厚な性格。
子供のころにチアに憧れていたが、競争率の高さから諦めていた。けれどそんな自分を誘ってくれたチア部の面々に感謝しており、勧誘を快く受け、友達である多恵もチア部に勧誘している。
チアでのポジションはベース。
高梨 きらら（たかなし きらら）
南高校2年B組。茶髪のサイドポニーの少女。身長は160センチメートル弱。嫌いな食べ物はトマト。
目立ちたがり屋であり、昔から親に内緒でアイドルのオーディションをいくつも受けていたが、歌唱力の無さでいつも落選していた。ダンスが得意であり、センスだけに頼るのではなく、日々努力をしている。
代々政治家の家系で両親共に政治家であり、偶然にもチアリーダーとしての活動を母親に見つかってしまい、活動を認めて貰えず家出をしている。だが、後を追ってきた沙織の説得により意識を変えており、自分勝手だったことをチアーズのみんなに謝っている。その後、自らポジションの変更を申し出ている。
母親の反対は昔、応援団員だった父親が説得してくれることになった。
チアでのポジションはポスト。
宮里 阿実（みやさと あみ）
イレーネ学院1年生。銀髪ロングの少女。祖母がロシア人。表情や感情の起伏が少ない。チアリーダーをやる前はフィギュアスケートを習っており、趣味はネット将棋。中学のころのあだ名は「幽霊」。後にチアーズにグループチームとして参加し、7人目のメンバーとなる。
クィーンズの2軍選手として活動してきたが、元々はチアーズに憧れており、高校進学前に訪れた際にチアーズの部員不足によって活動がままならないことを知り、イレーネ学院に入学している。
チアリーダーになった切っ掛けは、夜中に父親が見ていたアメフトの試合中継で、華やかに活躍するチアリーダーに興味を引かれたため。その中で活躍する日本人選手である百愛と沙織に憧れている。
チア・スピリッツが何なのかを理解できず苦悩していたが、チアーズの面々の「阿実と仲良くなろう」という行動によって少しだけわかったと言っている。
砂遊びが好きであり、幼稚園児のときに砂の面白さに魅了されて以来、高校生になった現在でも変わらない愛を注いでいる。中学生のころに公園の砂場で園児の親御さんに止められて追い出されるまで1人で夢中になって遊んでいたほど。

### クィーンズ / イレーネ学院
伊蝶 白亜（いちょう はくあ）
イレーネ学院2年。金髪ロングにエメラルド色の瞳の女の子。バストサイズはD90。祖母がフランス人。『クィーンズ』のエース。スタイルや技術、学力も高く欠点と言えるものはない。
過去に千愛に大会で負けて優勝を逃しており、そのため千愛のことを一方的にライバル視している。チアリーダーに復帰した千愛を今度こそ負かすことを目標にしている。
目標は全日本カップと、東京オリンピック。
プライドの高いクィーンズのメンバーを引っ張っていくため、部活動後にもかかわらず夜遅くまでジムで体を鍛えることを毎晩行っており、そういった努力する姿をメンバーに見せないようにしており、その姿を陰から見た千愛が白亜へ抱く印象を大きく変えることとなった。
中田 リエ（なかた リエ）
『クィーンズ』の副エース女の子。気が強い性格をしている。髪型はポニーテール。ポジションはベース。
白亜を敬愛しており、白亜の役に立ちたいがため進んでチームのコーチ役を買って出ている。中学からチアリーダーを始めており、イレーネにはスポーツ推薦で入学している。
生徒会の用事で南高に来た際に、ついでにチアーズの練習を見てその成長速度の早さなどにより焦りを覚えており、白亜のためにとチアーズを潰そうと考えている。
虹子（こうこ）
リエのアテンダントの女子。クィーンズ2軍メンバー。髪型は右・中・左の3箇所を短く結ったもの。
誰かに仕えて喜びを覚えるタイプのリエ系女子でリエが1軍になってすぐに声をかけられてアテンダントになる。リエの命令でチアーズの監視をする。

### ダイヤモンズ / 實面（みのも）高校
谷 水藻（たに みなも）、谷 毬藻（たに まりも）
瓜二つな双子の女子高生。髪型はおかっぱ。違いはヘアピンの位置ぐらいなもので、外すと周囲からは区別することができないほど。舞桜よりも小柄であり、ポジションは2人ともトップ。
實面村の女子全員でチアをやっており、過疎化して廃村になるのを阻止するための村起こしとして全日本カップでの優勝を目指している。だが、優勝を狙うライバルであるチアーズの隠し玉「ブランコ・トス」を率先してアドバイスをしており、ライバル云々を抜きにした善意ある行動で、ダイヤモンズに「ブランコ・トス」の存在を教えようとは思わなかった千愛と直子に「ダイヤモンズには隠しごとはしない」と考えを改めさせる結果となった。
県大会終了後には二人とも南高校へ編入しており、クラスは千愛と同じA組になった。家からの通学は距離があり、難しいため南高にある寮で生活をしている。

### その他
川澄 百愛（かわすみ ももあ）
千愛の姉。セミロングの長さのキャラメルブラウンの髪。チアーズが全盛期のころのメンバー。当時の身長は150センチメートルほど。
アメリカでの試合の応援中に事故に遭い、重体となっており、病院に搬送されるがそれ以降の足取りが掴めず現在まで消息不明。
事故が起きた際、所属チームのオーナーが事故を揉み消そうとし、秘書に頼んで自身の息のかかった病院に搬送した。
木倉 沙織（きくら さおり）
南高校チア部のコーチ。ショートヘアーの女性で身長が高く、口元にほくろがある。目付きが鋭い、小学生時代のアダ名は「ハシビロコウ」。チアーズが全盛期のころのメンバー。酒好きであり、泥酔して警察署に保護されるほどよく酒を飲んでいる。
右脚が悪く、歩く際には杖をついている。
簡易裁判所からの命令書で、社会奉仕としてコーチとして南高校チア部に顔を出してはいるものの、協力的ではなくこれ以上のチア部の活動を止めさせようとする発言をしている。
チアへの情熱は未だに失ってはおらず、チアーズに所属していた当時のことを生涯の誇りだと思っている。
チャミー池枝（チャミーいけえ）
クィーンズの3人いるコーチの1人。褐色の肌の女性で出生地はタイ。学生時代は日本で過ごしており、日本国籍を取得後、オーストラリアでチアリーダーとしてキャリアを積む。21歳。
岩﨑 勝子（いわさき かつこ）
クィーンズの3人いるコーチの1人。
千葉 伊世子（ちば いせこ）
クィーンズの3人いるコーチの1人。クィーンズの2軍の責任者。
シスター・サンドー
年老いたシスター。ただのシスターではなく、神奈川県に女子体育教育の基礎を築いたサラ・ファン・ホーテンの継承者であり、その四代目にあたる人物。
チアーズのコーチである沙織が選手だったころから、神奈川県のチアリーディングの県大会で大会名誉会長・審査委員長として参加している。

## 用語
チアーズ
黄金時代のメンバー15人は｢綺羅星（きらぼし）｣という名前で呼ばれていた。決め技はブランコ・トス。
クィーンズ
神奈川県で例年、県大会で優勝しているチーム。チアのユニフォームは通称｢ブレウシパレ｣、白銀のポンポンは｢プラチナダブルスター｣という名前がある。
ダイヤモンズ
名前の由来は、平成元年に實面高校にチア部が創部された年の県大会で使用した楽曲から来ている。

## 既刊一覧

### 小説
- 赤松中学（著）・こぶいち（イラスト）、KADOKAWA〈MF文庫J〉、全6巻
  - 『チアーズ！』2017年9月25日発売[54]、ISBN 978-4-04-069398-9
  - 『チアーズ！2』2018年1月25日発売[55]、ISBN 978-4-04-069608-9
  - 『チアーズ！3』2018年9月25日発売[56]、ISBN 978-4-04-069864-9
  - 『チアーズ！4』2019年2月25日発売[57]、ISBN 978-4-04-065533-8
  - 『チアーズ！5』2019年10月25日発売[58]、ISBN 978-4-04-064197-3
  - 『チアーズ！6』2020年6月25日発売[59]、ISBN 978-4-04-064725-8

### 漫画
- 赤松中学（原作）・こぶいち（キャラクター原案）・せうかなめ（漫画） 『チアーズ！』 KADOKAWA〈MFコミックス アライブシリーズ〉、全3巻
  1. 2019年2月23日発売[60]、ISBN 978-4-04-065495-9
  2. 2019年9月20日発売[61]、ISBN 978-4-04-064029-7
  3. 2020年3月23日発売[62]、ISBN 978-4-04-064529-2

## ゲーム
『【青春ADV】チアーズ！』がMF文庫JとドワンゴのRPGアツマールのコラボとして2018年5月27日より配信された。チア体験ミニゲームで仲間との絆を深め、南高チア部「チアーズ」の再建を目指すADVとなっていて、キャラクターボイスを声優・井上麻里奈が担当している。